# Anne Tresset
Anne Tresset, née le 28 mai 1963 à Paris et morte le 17 janvier 2019 à Orsay,, est une archéozoologue et préhistorienne française.

## Biographie
Anne Tresset a été directrice de recherche au CNRS et au Muséum national d'histoire naturelle de 2006 à 2019, à l'unité Archéozoologie, Archéobotanique : sociétés, pratiques et environnements, ainsi qu'à l'Institut d'écologie et environnement. Elle a étudié les relations entre les humains et les animaux, notamment à travers les processus de domestication, du Proche-Orient à l'Europe,.

## Distinctions
- Médaille d'argent du CNRS (2016)[5] ;
- Chevalière de l'ordre national de la Légion d'honneur (2016)[6].

## Publications
- Bollongino R., A. Tresset, Jean-Denis Vigne, 2008, Environment and excavation : Pre-lab impacts on ancient DNA analyses, Comptes Rendus Palevol, vol.7, p.91-98
- Cucchi T., A. Balasescu, C. Bem, V. Radu, J. D. Vigne, A. Tresset, 2011, New insights into the invasive process of the eastern house mouse (Mus musculus musculus) : Evidence from the burnt houses of Chalcolithic Romania, Holocene 21, p.1195-1202
- Dupont C., A. Tresset, N. Desse-Berset, Y. Gruet, G. Marchand, R. Schulting, 2009, Harvesting the Seashores in the Late Mesolithic of Northwestern Europe: A View From Brittany, Journal of World Prehistory 22, p.93-111
- Edwards C.J., R. Bollongino, A. Scheu, A. Chamberlain, A. Tresset, J. D. Vigne, et al., 2007, Mitochondrial DNA analysis shows a Near Eastern Neolithic origin for domestic cattle and no indication of domestication of European aurochs, Proceedings of the Royal Society B-Biological Sciences 274, p.1377-1385
- Edwards C.J., C. Ginja, J. Kantanen, L. Perez-Pardal, A. Tresset, et al., 2011, Dual Origins of Dairy Cattle Farming - Evidence from a Comprehensive Survey of European Y-Chromosomal Variation, Plos One 6
- Larson G., U. Albarella, K. Dobney, P. Rowley-Conwy, J. Schibler, A. Tresset, J. D. Vigne, et al., 2007, Ancient DNA, pig domestication, and the spread of the Neolithic into Europe, PNAS 104, p.15276-15281
- Scheu A., S. Hartz, U. Schmolcke, A. Tresset, J. Burger, R. Bollongino, 2008, Ancient DNA provides no evidence for independent domestication of cattle in Mesolithic Rosenhof, Northern Germany, Journal of Archaeological Science 35, p.1257-1264
- Tresset A., J. D. Vigne, 2011, Last hunter-gatherers and first farmers of Europe, Comptes Rendus Biologies 334, p.182-189